# Jeugdalijah Loosdrecht
De Jeugdalijah Loosdrecht was een groep (grotendeels) Duitssprekende Joodse jongeren die van 1939 tot 1942 in het Paviljoen Loosdrechtse Rade in Loosdrecht woonde. Het instituut was aanvankelijk een opleidingscentrum voor Joodse jongeren die naar Palestina wilden emigreren. In augustus 1942 doken de bewoners collectief onder met hulp van de Westerweelgroep. Ongeveer zeventig procent van de bewoners overleefde de Tweede Wereldoorlog.

## Achtergrond
Aan het einde van de negentiende eeuw ontstond het zionisme, een beweging die streefde naar een Joods nationaal thuis in Palestina. Vanaf het begin van de twintigste emigreerden steeds meer Joden naar het mandaatgebied. Voor het opbouw van een eigen land waren met name landbouwers en vaklieden nodig. Door heel Europa ontstonden verenigingen voor Palestina-pioniers, die zorgden voor omscholing voor diegenen die naar Palestina wilden emigreren. Het eerste opleidingscentrum in Nederland ontstond in 1910 in Gouda. Onder leiding van de Deventer Vereniging van Ru Cohen ontstonden er vanaf 1918 meerdere opleidingscentra door het land (onder andere in Twello, Winterswijk, Marum en Den Bosch. Op die manier vertrokken enkele honderden pioniers naar Palestina. In de eerste decennia ging het vooral om in Oost-Europese Joden die in Nederland hun opleiding volgden, vanaf de jaren dertig raakte steeds meer Nederlandse jongeren betrokken bij de Palestinapioniers, meestal enthousiast gemaakt voor het zionisme bij de Joodse Jeugd Federatie.
Vanaf 1933 kwam er een stroom van Joodse vluchtelingen op gang vanuit Duitsland en later Oostenrijk. Tegelijkertijd werd emigratie naar Palestina steeds moeilijker doordat Britse autoriteiten strikte quota hanteerden. Daardoor bleven veel pioniers in Nederland hangen. In 1934 was het Werkdorp Wieringermeer al geopend, in 1939 kwam het Paviljoen Loosdrechtse Rade beschikbaar. Eerder was er een vakantieoord gevestigd, waar Prinses Juliana in de jaren 1920 nog is gesignaleerd. Begin jaren '30 heeft er in elk geval een groep Leidse studentes gelogeerd. Het pand werd aangekocht met de geld van de Joodse familie Duijts en ter beschikking gesteld aan de Jeugdalijah, een organisatie die in 1933 was opgericht door Recha Freier en als doel had zoveel mogelijk jongeren naar Palestina te sturen. 

## Jeugdallijah (1939-1942)
In eerste instantie werden er in de Jeugdallijah Duitse en Oostenrijkse jongeren tussen de 13 en 18 jaar opgevangen die na Kristallnacht in november 1938 met de kindertransporten naar Nederland waren gevlucht. De meesten waren afkomstig van het jeugdalliahtehuis De Vondelhof in Amsterdam. Nederlandse Joden waren er ook, maar vormden een minderheid. De bewoners volgden een opleiding bij boeren in de omgeving. De leiding van de Jeugdalliah was aanvankelijk in handen van de uit Palestina afkomstige Jacov Zurawel, maar deze wist in de meidagen van 1940 naar Engeland te ontkomen met vrouw en kind, omdat zij over de Britse nationaliteit beschikten. Eveneens kort voor de oorlog waren een aantal Loosdrechters legaal naar Palestina vertrokken. 
Na de Duitse inval in mei 1940 weken de bewoners uit naar Alkmaar, maar keerden na een aantal dagen alweer terug. In de zomer na de capitulatie voegden twintig bewoners van een gesloten instelling in Mijnsheerenland zich bij de Loosdrechters. Dat betekende dat het in Loosdrecht met zeventig mensen te vol was. Een aantal pioniers vertrok naar een ander opleidingscentra of keerde terug naar hun ouders.

## Collectieve onderduik

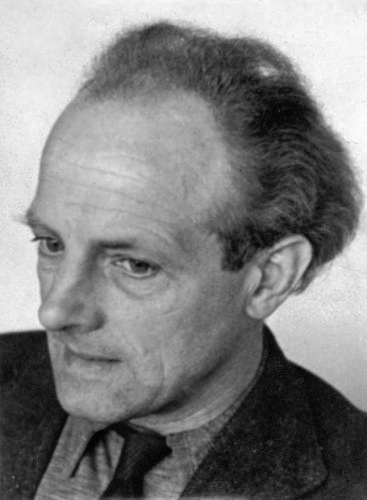
Joop Westerweel

In de zomer van 1942 verbleven er ongeveer vijftig personen in Loosdrecht, dertig mannen en twintig vrouwen. De leiding lag op dat moment in handen van Menachem Pinkhof, Betty Britz, Lodi Cohen, Channa de Leeuw en Shushu Simon. In die periode ontstond bij de leiding van de Jeugdalliah plannen om de bewoners collectief te laten onderduiken. Aanvankelijk beschikte de pioniers over onvoldoende niet-Joodse contacten om onderduikplekken te vinden. Via Menachem Pinkhofs' vriendin Mirjam Waterman, wier ouders een boerderij hadden in Loosdrecht, kwamen de Loosdrechters in contact met Joop Westerweel. Hij nam de leiding over de onderduikoperatie op zich.
Samen met hulp van onder andere Bouke Koning en Jan Smit vond Westerweel onderduikadressen in plaatsen als Amsterdam, Rotterdam, IJmuiden, Zutphen en de provincie Friesland. Op woensdag 15 augustus 1942 werd er gewaarschuwd dat de Jeugalliah de daaropvolgende maandag door de Duitsers zou worden ontruimd. In de dagen daarna vertrokken alle overgebleven pioniers naar hun onderduikadres. Het gebouw was verlaten toen de Duitsers arriveerden.

## Slachtoffers
Drieëntwintig bewoners verloren tijdens de oorlog het leven. Sommigen werden al vroeg in de onderduikperiode gegrepen. Zo verbleef Paul Sonnenberg met twee anderen in het huis van de dichter Bertus Aafjes in Amsterdam, terwijl de dichter zelf op vakantie was. Zij werden betrapt en op straat gezet, waarna Sonnenberg werd aangehouden toen hij de nacht doorbracht in een schuilkelder nabij Amsterdam CS. De grootste klap was de arrestatie van acht pioniers in Brussel die naar Zwitserland wilden vluchten (Siegbert Leo Adler, Bernard Aschheim, Robert Jozef Dürheim, Esra Jurovics, Lilli Kellner, Juda Pinkhof, Fabian Schön en Jossel Waldmann). Zij werden via Kazerne Dossin gedeporteerd naar Auschwitz, waar zij allen omkwamen.
Sommige "Nederlandse" bewoners keerden tijdelijk terug naar hun ouders en werden alsnog gedeporteerd. Ook verhuisden een paar pioniers naar de hachsjara in Elden. De bewoners daarvan werden in oktober 1942 overgebracht naar Kamp Westerbork. David Rosenbaum werd in september 1942 gepakt, samen met de kunstenaar Jan van Stolk bij wie hij ondergedoken zat. Rosenbaum slaagde er met hulp van de Westerweelgroep in uit Kamp Westerbork te ontsnappen, maar werd buiten het kamp herkend en weer ingerekend. Hij overleed uiteindelijk in Auschwitz. 
De Westerweelgroep zocht naar ontsnappingsroutes via Frankrijk en Spanje. Een deel van de Palestinapioniers, zowel uit Loosdrecht als uit andere plaatsen, ontkwam op deze manier. Dertien Loosdrechters slaagden er in nog tijdens de oorlog veilig Palestina te bereiken. Shushu Simon werd in januari 1943 gearresteerd terwijl hij de Nederlands-Belgische grens probeerde over te steken. Hij maakte een einde aan zijn leven in het Huis van bewaring in Breda. Met de dood van Joop Westerweel en Bouke Koning in 1944 en de arrestatie van een groot aantal groepsleden, zoals Menachem en Mirjam Pinkhof, kwam er feitelijk een einde aan het functioneren van de Westerweelgroep.